# Кострома (мультфильм)
«Кострома» — музыкальный рисованный мультипликационный фильм, который создала в 1989 году режиссёр Инесса Ковалевская на студии «Союзмультфильм».
Подзаголовок: Старинная обрядовая песня-игра в честь весны и рукодельницы Костромы.

## Сюжет
Фантазия на тему песни «Кострома».
В деревне наступила весна. Жители готовятся к празднику в её честь. Женщины достали яркие платки, взяли маски и поют обрядовую песню. Рукодельница, изображающая Кострому, соткала холстинку. Готовой тканью женщины одевают соломенное чучело. Кострома наготовила угощение и все попробовали. Затем Кострома прилегла отдохнуть, разболелась, ненадолго померла, очнулась и вместе со всеми отправилась к реке. Там наряженное чучело посадили в лодку и пустили по течению под пение песни.

## Создатели
- Автор сценария — Н. Тихонова
- Кинорежиссёр — Инесса Ковалевская
- Художник-постановщик — Галина Шакицкая
- Композитор — Евгений Ботяров
- Художники-мультипликаторы: Владимир Шевченко, Ольга Орлова, Александр Панов, Александр Маркелов, Дмитрий Куликов
- Художники: Ирина Светлица, И. Балашова, Татьяна Макарова, Ольга Новосёлова, И. Колосова, А. Ратковская, Анна Чистова
- Кинооператор — Наталия Михайлова
- Звукооператор — Владимир Кутузов
- Монтажёр — Изабелла Герасимова
- Редактор — Елена Михайлова
- Ассистент режиссёра — Ольга Апанасова
- Директор съёмочной группы — Лилиана Монахова

## Отзыв критика
Ковалевская разработала новую тему: экранизация народных песен и шедевров мировой классики. Так появились «Русские напевы» (1972), «Детский альбом» (1976), «Кострома» (1989). Это были попытки научить маленьких зрителей слушать музыку и фантазировать.
— Сергей Капков «Наши мультфильмы»